# Длакава рупичавка
Длакава рупичавка (лат. Lentinus arcularius) је полипороидна гљива из породице Polyporaceae. Широко је распрострањена и води сапротрофни начин живота на сувим гранама или деблима различитог листопадног дрвећа, посебно храста.

## Опис
- Клобук - крем, жуте или сивосмеђе боје, ширине од 2 – 6 ређе 7,5 cm, код младих примерака је испупчен, затим постаје раширен, заравњен и лагано удубљен на средини, танак и еластичан. Површина крљушаста са жутом или крем основом - садржи ћебасто постављене смеђе длачице које су присутне и на самој ивици клобука.  Кожица са површине може да се гули.

- Хименофор -  цеваст, цевчице су белосиве до крем боје, благо се спуштају низ дршку, дужине 2-3 mm. Поре су крупне, вишеугаоне (хексагоналне), радијално издужене, глатке, обично исте боје као цевчице, величине 1 – 2 x 0,5 - 1 mm.

- Дршка - цилиндрична, најчешће централнa, rеђе ексцентрично постављена, висине од 1,5 до 4 cm, ширине 0,7 cm, помало крљушаста, обично исте боје као клобук, белкаста на месту где се завршавају цевчице.

- Месо - беле боје, код младих примерака крхко, затим постаје еластично, жилаво и тврдо. Мирис и укус благи или нису изражени. Нејестива је.

- Микроскопија - споре су бледокрем боје, прозирне, вретенастог облика, издужене, помало закривљене, глатке и понекад са уљаним капљицама, величине 7,5 – 10 x 2,5 - 3,7 µm.[1]

## Распрострањење
Длакава рупичавка има космополитско распрострањење, осим бореалних регија.

## Биологија
Расте појединачно или у групама, од пролећа и лета (од априла и јуна) до јесени на сувим и тврдим гранама или деблима углавном листопадног дрвећа. Супстрат ове сапротрофне гљиве је мртво дрво бројних родова попут Acer, Alnus, Betula, Castanea, Cornus, Crataegus, Eucalyptus, Fagus, Fraxinus, Juglans, Malus, Populus, Prunus, Pyrus, Rhamnus, Robinia, Rosa, Quercus, Sorbus, Тilia и Ulmus. Веома ретко се налази на четинарским родовима попут Picea и Juniperus.